# Félicité (film 2017)
Félicité è un film del 2017 diretto da Alain Gomis.

## Trama
Una cantante di Kinshasa vive sola con Samo, suo figlio di 16 anni. Un giorno ha avuto un incidente in moto. Per salvarlo dall'amputazione della gamba, intraprende una ricerca disperata attraverso la città, il suo passato, i suoi sogni. Fruga tra i suoi contatti per reperire il denaro necessario all'operazione, e si scontra con la durezza delle reazioni dei suoi conoscenti, che rivelano, attraverso le loro azioni, la situazione di un Congo contemporaneo, complesso e paradossale .